# Квесалід
Квесалід — шаман одного з корінних народів Канади, квакіутлів, який жив у другій половині ХІХ ст. на острові Ванкувер. Він написав автобіографію рідною мовою, опубліковану в перекладі Францом Боасом і добре відому антропологам, завдяки докладному розбору в статті Клода Леві-Строса "Le Sorcier et sa magie" ("Чарівник і його магія").
Гаррі Вайтгед ототожнює Квесаліда з головним інформантом Боаса в його дослідженнях місцевих індіанців. Якщо ця гіпотеза є правдивою, то Квесалід мав європейське ім'я Джордж Гант, був сином чиновника Компанії Гудзонової затоки та принцеси з народності тлінкітів. Він народився 14 лютого 1854 року, одружився 1872 року з дівчиною впливового серед квакіутлів роду, яка народила від нього кількох синів, овдовів у 1908, пізніше мав другий шлюб і помер 9 вересня 1933 року. Гант мав значно складнішу ідентичність, ніж описаний Леві-Стросом на основі матеріалів Боаса "автохтонний шаман з лісу". Володіючи індіанськими мовами, Джордж Гант усе ж виокремлював себе з місцевих народів і виступав радше посередником між ними та колоніальною адміністрацією, з іншого боку, працюючи в колоніальних інституціях і наукових експедиціях, він переслідувався владою за участь у шаманських ритуалах.
Традиційний переказ історії Квесаліда починається з його бажання розкрити шарлатанство шаманів. Щира цікавість і здібності зробили його учнем найкращих цілителів його племені, він навчився грати цю роль. Декілька успіхів, що стали несподіванкою для нього самого, зробили Квесаліда відомим шаманом. Він продовжив кар'єру, викриваючи трюки інших шаманів, поєднуючи скептицизм до них із припущеннями, що все ж існує справжня магія. Висновок з його автобіографії, зроблений Леві-Стросом, такий, що він перейшов від суто скептичної позиції до «соціального розгляду» шаманізму. Робота шамана — це психологічна практика, що спирається на віру хворих людей і віру громади:
|  | Радикальний негативізм вільнодумця поступився місцем більш тонким почуттям. Є справжні шамани. А чи є таким він сам? Невідомо. Але врешті-решт ми знаємо: він сумлінний у своїй професії, пишається своїми успіхами та гаряче захищається від усіх конкуруючих шкіл |

Втім, якщо правий Гаррі Вайтгед, то справжній Квесалід облишив практики, в зрілому віці розглядав їх суто з етнографічної цікавості. Натомість, як автор багатьох музейних колекцій, описів побуту та ритуалів квакіутлів, він став одним із головних будівничих сучасної ідентичності цих ванкуверських індіанців. 